# Rio Bădești (Someș)
O Rio Bădeşti é um rio da Romênia afluente do rio Borşa, localizado no distrito de Cluj.